# Kevin J. O'Connor
Kevin James O'Connor (Chicago, 15 november 1963) is een Amerikaans acteur.

## Biografie
O'Connor werd geboren in Chicago in een gezin van twee kinderen. Hij heeft het acteren geleerd aan de DePaul/Goodman School of Drama in Chicago.

## Filmografie

### Films
Selectie:
- 2018 Widows - als Bobby Welsh
- 2012 The Master – als Bill William
- 2009 G.I. Joe: The Rise of Cobra – als dr. Mindbender
- 2007 There Will Be Blood – als Henry
- 2006 Seraphim Falls – als Henry
- 2004 Van Helsing – als Igor
- 1999 Chill Factor – als Telstar
- 1999 The Mummy – als Beni Gabor
- 1998 Gods and Monsters – als Harry
- 1997 Amistad – als missionaris
- 1997 The Love Bug – als Roddy Martel
- 1995 Lord of Illusions – als Philip Swann
- 1995 Virtuosity – als Clyde Reilly
- 1994 Color of Night – als Casey
- 1994 No Escape – als Stephano
- 1992 Hero – als Chucky
- 1991 F/X2 – als Matt Neely
- 1989 Steel Magnolias – als Sammy Desoto
- 1988 Candy Mountain – als Julius
- 1986 Peggy Sue Got Married – als Michael Fitzsimmons

### Televisieseries
Uitgezonderd eenmalige gastrollen.
- 2019 On Becoming a God in Central Florida - als Roger Penland - 6 afl.
- 2019 Catch-22 - als luitenant-kolonel Korn - 6 afl.
- 2016 11.22.63 - als gele kaart man - 7 afl.
- 2014-2015 Chicago P.D. - als commandant Fischer - 14 afl.
- 2012-2013 The Mob Doctor – als Stavos Kazan – 9 afl.
- 2009 The Beast – als Harry Conrad – 13 afl.
- 2000 The Others – als Warren Day – 13 afl.
- 1994 Birdland – als mr. Horner – 2 afl.
- 1988 Tanner '88 – als Hayes Taggerty – 7 afl.

- Biblioteca Nacional de España: XX1513961
- Bibliothèque nationale de France: cb140308534 (data)
- Gemeinsame Normdatei: 1024258793
- International Standard Name Identifier: 0000 0001 1471 4854
- Library of Congress Control Number: no96051269
- Nationale Bibliotheek van Tsjechië: xx0175525
- Nationale Bibliotheek van Israël: 987007324749805171
- Système universitaire de documentation: 130006165
- Virtual International Authority File: 44499495
- WorldCat: E39PBJcgCwDTBtdcd3FDwChvHC